# Partido Acción de los Ciudadanos
El Partido Acción de los Ciudadanos (en filipino: AKBAYAN, Aksyon Sambayanan) es un partido socialista democrático de Filipinas, miembro de la Internacional Socialista.
En las elecciones de 2005, el partido obtuvo 3 escaños de 235 en el Parlamento.